# The The
A The The egy brit alternatív rock együttes. Az együttest 1979-ben alapították. Legnagyobb sikert hozó albumaik az 1983-ban megjelent Soul Mining, és az 1986-os Infected, amelyek szerepelnek az 1001 lemez, amit hallanod kell, mielőtt meghalsz című könyvben.

## Diszkográfia
- Soul Mining (1983)
- Infected (1986)
- Mind Bomb (1989)
- Dusk (1993)
- Hanky Panky (1995)
- NakedSelf (2000)
- Tony (2010)
- Moonbug (2012)
- Hyena (2015)
- The Comeback Special: Live at the Royal Albert hall (2021)
- Ensoulment (2024)

## Fordítás
- Ez a szócikk részben vagy egészben  a   The The című angol Wikipédia-szócikk fordításán alapul.  Az eredeti cikk szerkesztőit annak laptörténete sorolja fel. Ez a jelzés csupán a megfogalmazás eredetét és a szerzői jogokat jelzi, nem szolgál a cikkben szereplő információk forrásmegjelöléseként.